# Literatura finesa

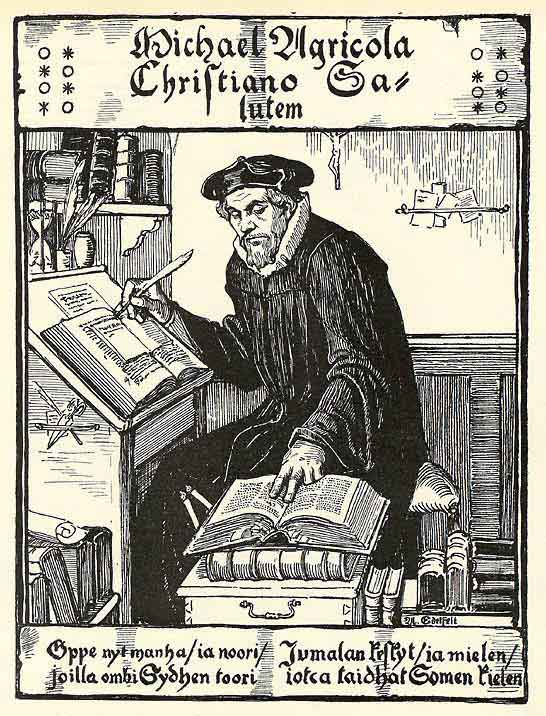
Miquel Agrícola

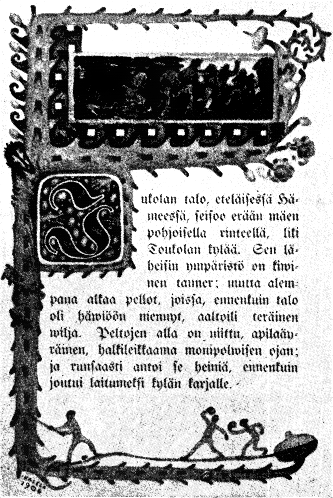
Primera pàgina de l'edició original de Set germans

Literatura finesa és un terme que fa referència a la literatura escrita a Finlàndia. Els primers textos escrits en aquest país ho van ser en llengua sueca o llatí, durant els anys de l'Edat Mitjana finesa (ca. 1200-1523). El finès es va introduir a l'escriptura a partir del segle xvi, per bé que fins al segle xix no es comencen a trobar textos escrits amb entitat, gràcies a l'impuls del Romanticisme de caràcter nacionalista. Moltes d'aquestes obres, escrites en finès o en suec, marquen molt la identitat finesa.

## Abans delseglexix
El finès és una llengua nova en el camp de l'escriptura. No hi ha obres escrites durant l'Edat Mitjana o abans i els llibres més importants com la Bíblia o els codis de lleis estaven disponibles en llatí, en suec i també en altres llengües europees com el francès o l'alemany.
L'escriptura finesa va ser establerta pel bisbe luterà Miquel Agrícola (1510—1557) que es va basar en els dialectes occidentals. Entre les seves obres cal destacar la traducció del Nou Testament al finès, que va enllestir el 1548. Jacobus Finno al seu torn és autor d'unes Piae Cantiones el 1582 en llatí.
El 1640 es va establir l'Acadèmia de Turku que va suposar el naixement d'una literatura en suec, però que va rebre les influències europees de les èpoques posteriors i va permetre l'arribada del Romanticisme a Finlàndia.

## Elseglexix
Durant l'Edat Mitjana finesa hi havia un folklore ric. Molts poemes tradicionals i històries van començar a ser recollits des de 1820 en una col·lecció que va esdevenir de les més grans del món en aquest gènere. Molts d'aquests textos van ser publicats amb el títol d'Antics poemes del poble finès. El resultat és una colosal col·lecció de més de 27 mil pàgines i 33 volums. Un dels col·lectors i adaptadors d'aquestes històries fou Antti Aarne. En paral·lel es va crear la Societat de Literatura Finesa per promoure l'escriptura finesa i també per recollir la tradició oral.
Ara bé, la col·lecció de poesia popular i tradicional és el Kalevala, el poema èpic finès per excel·lència. Fou recollit i adaptat per Elias Lönnrot i es va publicar per primer cop el 1835 i va esdevenir ràpidament un símbol del nacionalisme finès. En aquells moments Finlàndia estava sota la dominació de la Rússia tsarista i no feia massa havia estat un domini suec. El Kalevala va esdevenir un model de la identitat finesa i juntament amb la col·lecció de poemes lírics Kanteletar va tenir molta influència en l'art i la música, com és el cas de Jean Sibelius. Sovint s'ha vist a Lönnrot com un simple col·lector d'una tradició oral preexistent, però no és del tot cert, sí que es va encarregar de recollir la tradició popular i tradicional, però amb aquests materials va construir un conjunt unificat i hi va intervenir quan ho va considerar oportú.
La primera novel·la finesa fou Seitsemän veljestä (Set germans) el 1870 d'Aleksis Kivi (1834-1872), que es considera una de les grans obres de la literatura finesa. Com a Europa i els Estats Units, la popularització de la novel·la va connectada a la industrialització que mostra el conflicte entre la tradició i la modernitat, així com l'establiment d'una classe mitjana. En concret, Set germans explica l'arribada del ferrocarril en una localitat del camp i com la gent rude podrà sobreviure al desenvolupament urbà, la civilització i l'autoritat, un tema molt comú en les novel·les fineses.

## El segle XX

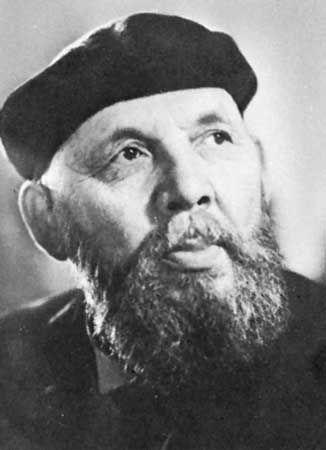
Frans Eemil Sillanpää

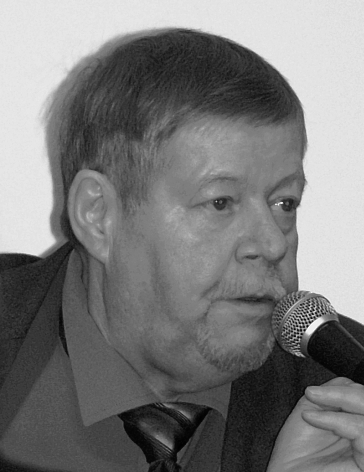
Arto Paasilinna

Finlàndia va obtenir la independència el 1917 i va ser sacsejada per una guerra civil, que ha estat retratada a la literatura en la novel·la Hurskas kurjuus (1919) de Frans Eemil Sillanpää (1888—1964). Sillanpää fou el líder de la literatura en la dècada de 1930 i fou el primer Premi Nobel de literatura. El tema fou reprès per Väinö Linna, també amb un gran èxit a la novel·la  Tuntematon sotilas (El soldat desconegut) de 1954. En aquests casos, i altres, el caràcter i la mentalitat finesa han fet que aquestes obres siguin difícils d'entendre per al públic internacional.
Altres obres conegudes fora les fronteres fineses són les de Mika Waltari (1908—1979), Mikael Karvajalka (L'aventurer) de 1948 o Mikael Hakim (El caminador) de 1949. També és d'aquest autor Sinuhe, egyptiläinen (Sinuhé, l'egipci) de 1945, una al·legoria de la Segona Guerra Mundial localitzada a Egipte. Tot i que té 800 pàgines, no hi ha hagut cap llibre més venut a Finlàndia i la versió abreujada en anglès també és un èxit de vendes. Una de les raons de l'èxit pot ser la desil·lusió del final de la guerra, al qual s'havien posat moltes esperances.
Amb Paavo Haavikko i Eeva-Liisa Manner, la poesia finesa de la dècada de 1950 es va adaptar i assimilar a la poesia britànica i nord-americana, amb influències de T. S. Eliot i Ezra Pound. Tradicionalment era la literatura alemanya i francesa les més conegudes a Finlàndia, i també imitades. En canvi, la tradició russa va ser passada per alt, possiblement per adversió política.
El poeta més famós ha estat Eino Leino, que també ha estat un gran traductor, entre altres de Dante. Otto Manninen fou un mestre del vers i va traduir tant la Il·líada com l'Odissea d'Homer. Després de la guerra, Pentti Saarikoski va traduir Homer, James Joyce i altres importants autors anglesos i americans.
Timo K. Mukka (1944–1973) ha estat el rebel en la literatura finesa. En menys d'una dècada, concretament la de 1960, va escriure nou novel·les en una prosa lírica. Les dues millors són Laulu Sipirjan lapsista (La cançó per als nens de Sibir) (1964) i la breu Koiran kuolema (El gos de la mort) (1967). Malauradament va morir de manera prematura.
També és destacable Arto Paasilinna, el nom més conegut de les lletres fineses actuals.

## Literatura finesa en suec
Abans de l'establiment del finès com a llengua primera de l'administració i de l'educació, el suec fou i és una llengua important a Finlàndia, país oficialment bilingüe.
Johan Ludvig Runeberg (1804—1877) fou l'escriptor finès en suec més famós. El poema que obre Fänrik Ståls sägner (Els contes d'Ensign Stål), Maame (La nostra terra) va ser la base per a l'himne finès, 70 anys abans de la independència del país. Durant el segle xx, el modernisme de la llengua sueca ha estat un dels moviments estètics més apreciats a Finlàndia, amb gent com Edith Södergran. En l'actualitat el nom més reconegut d'aquesta literatura és Bo Carpelan.
Les obres més famoses en suec a Finlàndia són els Moomin de Tove Jansson, que també es troben en còmic i dibuixos animats.

## Literatura finesa en sami
El sami és una llengua amb una rica literatura oral, però molt poca ha estat escrita. L'autor més destacat és Nils-Aslak Valkeapää.